# آنجکی آنکیلیکیرا
آنجکی آنکیلیکیرا (به لاتین: Anjeky Ankilikira) یک منطقهٔ مسکونی در ماداگاسکار است که در ناحیه آمبوومبه واقع شده‌است. آنجکی آنکیلیکیرا ۱۰٬۰۰۰ نفر جمعیت دارد و ۲۵۸ متر بالاتر از سطح دریا واقع شده‌است.